# Régine Deforges

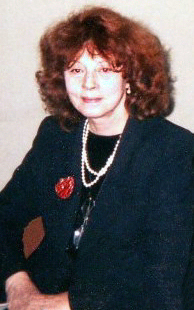
Régine Deforges

Régine Deforges, född 15 augusti 1935 i Montmorillon i Vienne, död 3 april 2014 i Paris, var en fransk författare, journalist och förläggare.
Deforges inledde sitt arbetsliv som journalist och förläggare av erotisk litteratur som beslagtogs som pornografi.
Hennes mest kända roman La bicyclette bleue publicerades 1982 (Den blå cykeln, 1984). År 2001 spelades den in som TV-serie. Det är en berättelse om kärlek, beroende, passion och överlevnad under andra världskriget i Bordeaux. Romanen inledde en trilogi som sedan utvecklades till en serie om tio böcker där man följer huvudpersonen Léa Delmas under hennes resor. 
Régine Deforges var tidigare ordförande i Société des Gens de Lettres de France och jurymedlem i Prix Femina.
Hon bodde i Paris.